# Nowe Sioło (gmina w Kreis Stryj)
Gmina Nowe Sioło – dawna gmina wiejska funkcjonująca w latach 1941–1944 pod okupacją niemiecką w Polsce. Siedzibą gminy było Nowe Sioło.
Gmina Nowe Sioło została utworzona przez władze hitlerowskie z terenów okupowanych przez ZSRR w latach 1939–1941, stanowiących przed wojną część (zniesionej) gminy Ruda w powiecie żydaczowskim w woj. stanisławowskim.
Gmina weszła w skład powiatu stryjskiego (Kreishauptmannschaft Stryj), należącego do dystryktu Galicja w Generalnym Gubernatorstwie. W skład gminy wchodziły miejscowości: Hanowce, Łówczyce, Machliniec, Nowe Sioło, Obłaźnica, Ruda i Żyrawa.
Po wojnie obszar gminy włączono do ZSRR.
Uwaga: Pod okupacją, w dystrykcie Galicja, istniała równocześnie gmina Nowe Sioło w powiecie tarnopolskim (Kreis Tarnopol) (za II RP w powiecie zbaraskim).